# Maureen Constance Guinness
Pour les articles homonymes, voir Guinness (homonymie).
Maureen Constance Guinness, marquise de Dufferin et Ava (31 janvier 1907 - 3 mai 1998) est une mondaine irlandaise, connue comme l'une des « Guinness Golden Girls »,. 

## Jeunesse et famille
Maureen Constance Guinness est née à Grosvenor Place, Londres le 31 janvier 1907. Elle est la deuxième fille d'Arthur Ernest Guinness et de Marie Clothilde Russell (1880-1953), fille de Sir George Russell, 4e baronnet. Avec sa sœur aînée Aileen et sa sœur cadette Oonagh, les trois sœurs Guinness sont connues sous le nom de « Golden Guinness Girls ». Elle fréquenté une école de maintien à Paris, après quoi elle a fait ses débuts dans la société en 1925. Elle devient connue comme la plus extravertie, flamboyante et la plus photographiée des trois sœurs. Elle épouse son cousin, Basil Hamilton-Temple-Blackwood, 4e marquis de Dufferin et Ava le 3 juillet 1930 à St Margaret's, Westminster. Son beau-père meurt alors que le couple est en lune de miel, laissant à son mari son titre et Clandeboye Estate, près de Belfast,. Ils ont trois enfants : Perdita, Caroline et Sheridan,.

## Vie publique
Guinness et son mari partagent leur temps entre Londres et Clandeboye, vivant au 4 Hans Crescent, Knightsbridge à Londres. Guinness préfère Londres, mais organise de grandes fêtes à Clandeboye, où elle est connue pour ses farces et attrapes. Son mari est tué en 1945 en Birmanie pendant la Seconde Guerre mondiale, laissant Guinness veuve avec trois jeunes enfants. Il laisse le domaine avec de lourdes hypothèques en raison de dettes de jeu, mais Guinness a suffisamment d'argent pour racheter le domaine pour 192 000 £. Elle créé ensuite la société immobilière Clandeboye, similaire à l'Iveagh Trust. Le 14 septembre 1948, elle épouse le major Desmond Buchanan, ancien officier de l'armée et antiquaire. Ils divorcent en 1954, après quoi elle épouse le juge John Maude le 20 août 1955. Ils vivent en grande partie séparés pendant un certain nombre d'années et Guinness continue d'utiliser le titre de son premier mariage,. 
Guinness est connue pour son sens de la mode inhabituel et aurait inspiré le personnage de Barry Humphries, Dame Edna Everage et Maudie Littlehampton d'Osbert Lancaster dans le Daily Express. Après la mort de son père en 1949, une cousine et elle deviennent les premières femmes à siéger au conseil d'administration de la brasserie Guinness. Plus tard, elle devient active dans des œuvres caritatives, collectant 50 000 £ entre 1958 et 1965 pour construire le centre contre l'arthrite Horder et faire don du site de Sussex. Elle démissionne de ce comité en raison d'un désaccord, mais elle ouvre ensuite Maasten's Oast House en 1996, comme maison de vacances pour les arthritiques sur son domaine de Kent,. 
Lors de son mariage, elle présente Clandeboye à son fils unique, Sheridan, en 1966. Elle donne à tous ses enfants des rentes généreuses, mais est notée comme moins maternelle que sa sœur Oonagh. Sa fille Caroline déclare que son enfance est trop douloureuse pour être racontée, et sa fille aînée Perdita indique que tout ce dont sa mère souhaitait parler était ses jours de gloire dans la société londonienne. Ses filles et sa belle-fille ont contesté en vain le transfert des avoirs de la Guinness de 15 millions de livres sterling directement à ses deux petits-enfants en 1995. 
Elle meurt le 3 mai 1998 à Londres,. Elle est enterrée à Clandeboye avec son premier mari et son fils, qui l'a précédée dans la tombe. 